# Arcabuz

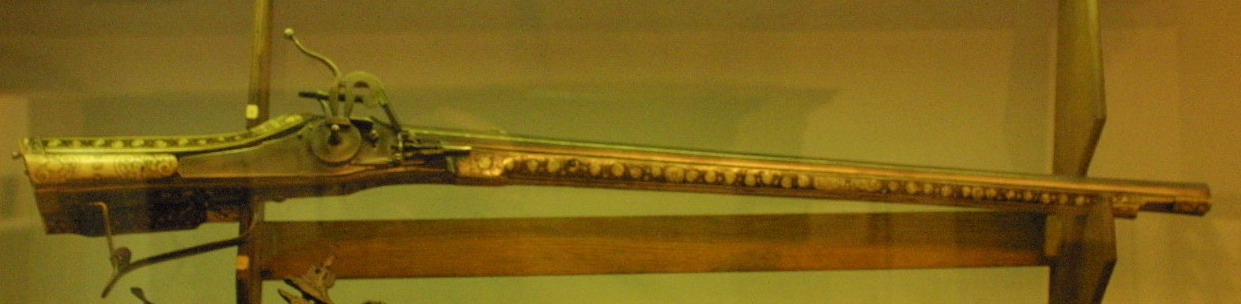
Arcabuz en un museo.

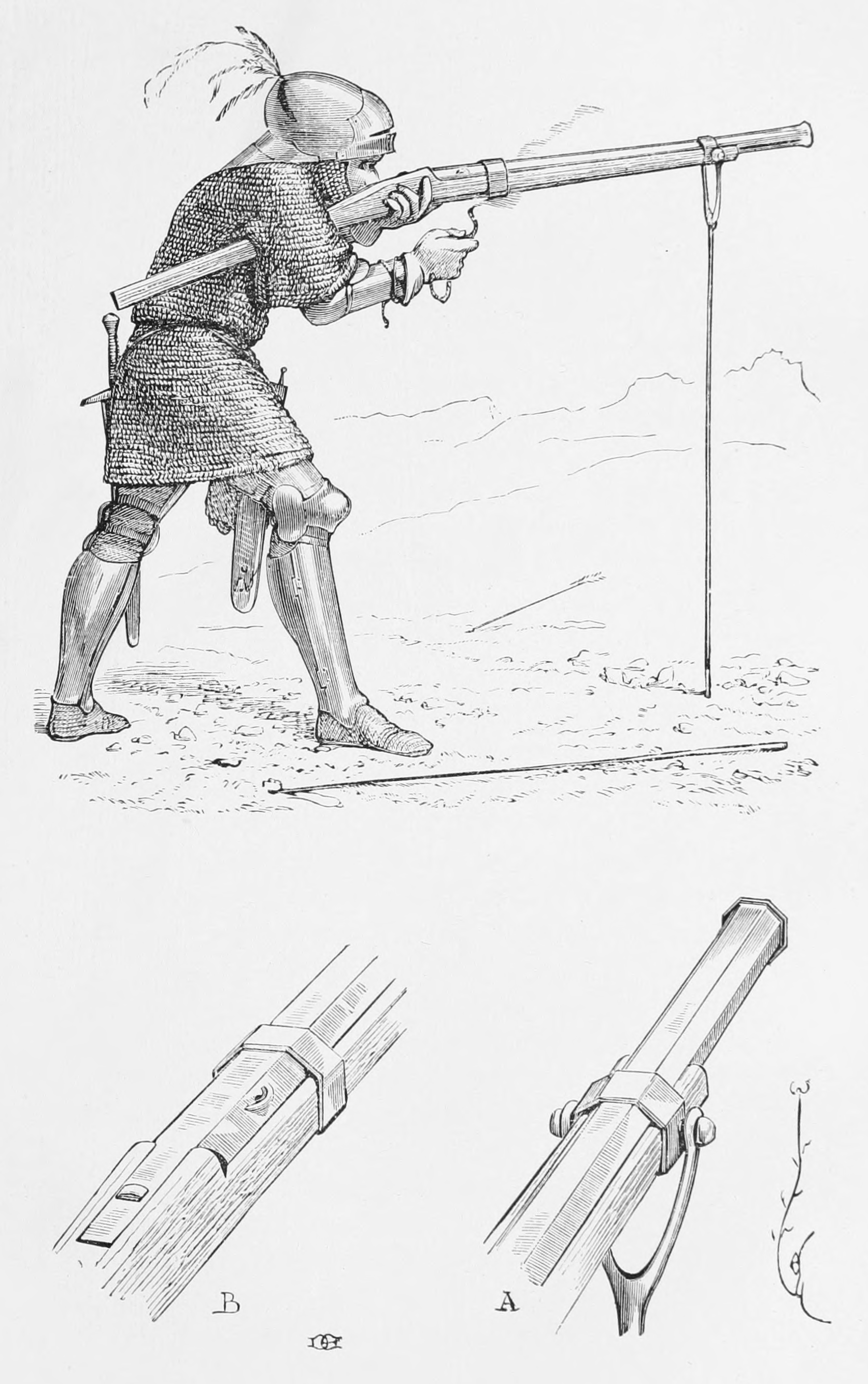
Arquebuz disparado desde un soporte de horquilla. Dibujo de 1876.

El arcabuz es una antigua arma de fuego de avancarga, antecesor del mosquete. Su uso estuvo extendido en la infantería europea de los siglos XV al XVII. A pesar de su longitud, el disparo era de corto alcance (apenas unos 50 metros efectivos), pero letal; a esa distancia podía perforar armaduras. Era fácil de manejar y desplazó rápidamente el uso de la ballesta, que desapareció a mediados del siglo XVI. Requería mucha menos destreza para manejarlo con eficacia. Aunque el empleo del arcabuz estaba difundido antes de la invención del mosquete (su evolución), fue contemporáneo y rival en uso de esa segunda arma, la cual le desplazó lentamente, desapareciendo casi por completo en el siglo XVIII.

## Historia
El primer uso documentado del término arcabuz se remonta a 1364, cuando el señor de Milán Bernabò Visconti reclutó 70 archibuxoli, aunque quizás, en este caso, el término arcabuz se usa aquí como sinónimo de cañón de mano, ya que el arcabuz se desarrolló más adelante. El primer uso a gran escala del arcabuz en un ejército europeo tuvo lugar en Hungría, bajo el reinado del rey Matías Corvino. Después de la caída de Constantinopla (1453), el rey Corvino, preocupado por la presión que pudieran ejercer los turcos otomanos, reunió en torno a él a lo mejor que las diferentes tropas de mercenarios europeos pudieran ofrecer, ya fuera en referencia tanto a las tácticas de guerra como al nuevo armamento militar. Si bien el uso del arcabuz en las batallas a campo abierto no fue decisivo sino hasta finales del siglo XV e inicios del XVI, Corvino supo reconocer, al igual que los generales chinos de la Dinastía Ming, la importancia del uso masivo del arcabuz, lo que se refleja en el número de arcabuceros reclutados (1 de cada 4 soldados).
No se sabe con seguridad si los primeros modelos de arcabuces provienen de España o de Alemania. No obstante, se sabe que en la década de 1420, en las guerras husitas (1419-1434), los rebeldes emplearon armas portátiles de fuego que al parecer eran unos primitivos arcabuces.
Lo que es un hecho es que ya en el siglo XVI el uso del arcabuz se había vuelto reglamentario en casi todos los campos de batalla euroasiáticos. Esto se debió principalmente al hecho de que la arcabucería resultó ser extremadamente útil contra la caballería y los soldados de infantería, especialmente cuando piqueros y arcabuceros batallaban conjuntamente. 

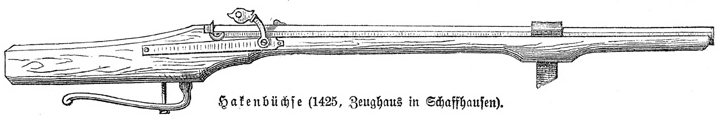
Arcabuz alemán.

Fue en la batalla de Ceriñola (1503) la primera vez en que el resultado del enfrentamiento fue decidido por un grupo de arcabuceros. Bajo el mando de Gonzalo Fernández de Córdoba (llamado, por su excelencia en la guerra, el Gran Capitán), la infantería española venció a las tropas francesas que dirigía el propio duque de Nemours, aun cuando del lado francés se encontraban los invictos piqueros suizos. Fue también en este enfrentamiento donde Gonzalo Fernández de Córdoba aplicó nuevas tácticas en la batalla a campo abierto que sembrarían la semilla para lo que tiempo después serían los Tercios españoles. 
Sin embargo, también debían conocerse sus características, como que el arcabuz era sensible a la lluvia y al clima húmedo. En la batalla de Villalar de 22 de abril de 1521, durante la Guerra de las Comunidades de Castilla, las tropas rebeldes de la Santa Junta experimentaron una derrota significativa ante las tropas realistas de Carlos I de España, en parte debido a que existía una alta proporción de arcabuceros en el bando comunero, durante una fuerte tormenta, que inutilizó sus armas.
Usado en combinación con la protección de picas, el arcabuz cambió la forma de hacer la guerra en Europa. En 1522 los españoles, con esta arma, destrozaron a los famosos cuadros de piqueros suizos en Bicoca. Después le llegó el turno a los caballeros con armadura medievales franceses en Nápoles, durante la batalla de Pavía (1525), que fueron fácilmente vencidos por los arcabuceros. Fue después de esta batalla donde el arcabuz mostró sin lugar a dudas su eficacia, por lo que su empleo se propagó rápidamente entre los ejércitos europeos. Gracias a su uso, la infantería se convirtió en la "reina de las batallas" durante más de 4 siglos, hasta las primeras décadas del siglo XX.

## El impacto del arcabuz en la cultura Occidental del Renacimiento

### Revolución militar

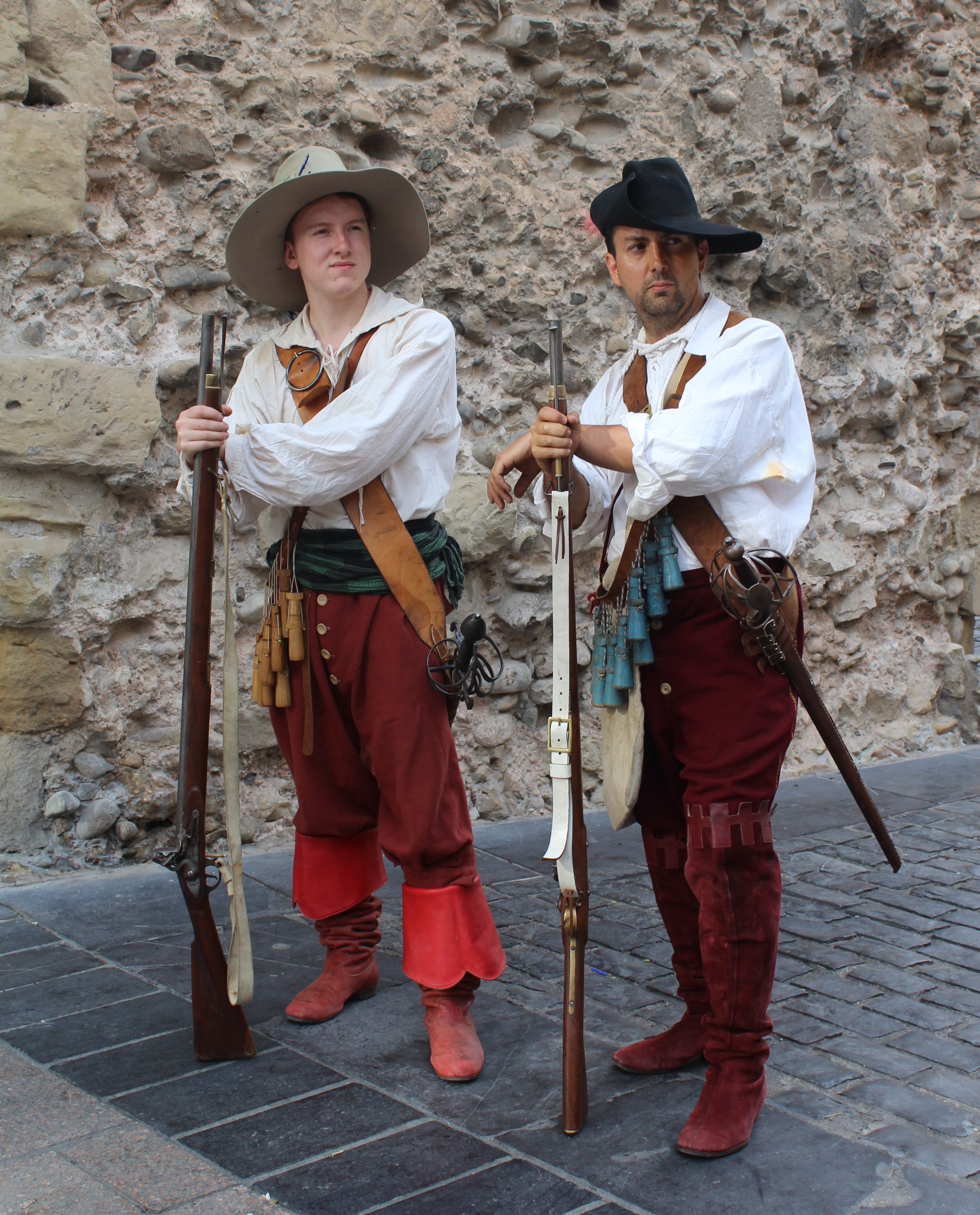
Figurantes ataviados como arcabuceros castellanos de 1521.

Además del Humanismo, del retorno y recuperación de las culturas griega y romana, el Renacimiento se caracterizó por ser el inicio de una Revolución científica así como por ser la época en la que fue posible el desarrollo de las lenguas vernáculas. Pero es también en el Renacimiento donde tiene lugar una auténtica Revolución militar, revolución que se nos hace patente gracias a la tratadística militar de la época. Como ejemplo, basta mencionar Del arte de la guerra de Nicolás Maquiavelo, publicado en Florencia, en 1521, que se sitúa a medio camino entre el De re militari libri (1460) de Roberto Valturio y el Vallo. Libro continente appartinente ad Capitanni de G. B. Della Valle (publicado en Nápoles en 1521). En estos tratados o guías prácticas sobre el arte de la guerra, es posible ver el profundo cambio que hubo en el Renacimiento gracias a las nuevas armas, técnicas y tácticas de guerra, así como a los nuevos modos de reclutamiento, organización y financiación de los ejércitos. La aparición de nuevas tecnologías militares dio lugar a que cambiaran también las justificaciones y reglamentaciones jurídico-políticas de los conflictos bélicos, lo que tuvo a su vez grandes consecuencias económicas, geopolíticas, sociales e intelectuales. 
En las guerras del Renacimiento la pica reemplazó a la lanza y a la espada, y así también el infante superó tácticamente al caballero. Cabe señalar que en el Renacimiento, a la hora de entablar batalla, las armas no eran ya «consideradas por su simbolismo, como era habitual en los tratados medievales de caballería, sino por su eficacia técnica y táctica». Así, al ser introducidos el cañón y el arcabuz tanto en los asedios como en las batallas a campo abierto, los ejércitos europeos tuvieron que abandonar gran parte de sus creencias con respecto al arte de la guerra y el simbolismo que sobre este reposaba si no querían poner en riesgo sus campañas militares. Sin embargo, es gracias a este abandono de las antiguas creencias en torno al arte de la guerra que los ejércitos europeos lograron perfeccionar su artillería, a diferencia de los ejércitos musulmanes, donde la presencia de una organización feudal  «impidió a la caballería musulmana bajar de su caballo y manejar las nuevas armas de fuego, cuyo uso se reservaba para el más bajo estamento social: los esclavos negros».

### La caída de Constantinopla y la reacción de Occidente
La caída de Constantinopla representó un gran golpe para la Cristiandad por parte del Islam, por lo que las naciones europeas, preocupadas porque eso significara una nueva expansión musulmana, se dedicaron a perfeccionar sus tácticas y tecnologías de guerra con el afán de poder hacer frente a cualquier posible ataque por parte de los turcos. 
Para hacerse una idea del sismo que causó en la consciencia de los europeos la utilización de las armas de fuego, basta mencionar que Occidente se estremeció de espanto cuando Constantinopla, la capital del Imperio Bizantino, fue saqueada por los turcos el 29 de mayo de 1453. Mehmed II, el Conquistador, quien conocía y se había apropiado ya del gran invento de los cristianos, mandó construir el Mahometta, un enorme cañón capaz de disparar proyectiles de casi 500 kg de peso que requería de 60 a 140 bueyes para arrastrarlo, así como un centenar de hombres para manejarlo y dos horas para cargarlo. «El ruido de sus disparos, según cuentan los cronistas, fue la causa de que muchas mujeres embarazadas abortasen. Su fracaso, sin embargo, fue absoluto: se resquebrajó al segundo día del sitio, y a los cuatro o cinco días era ya completamente inservible». No obstante, fue gracias a cañones de menor calibre que las murallas de la ciudad cedieron, dando inicio a la masacre.
La reacción de Occidente, donde se aprendió pronto la importancia de las armas de fuego, no tardó mucho en llegar. Es así que para 1492 los Reyes Católicos reconquistaron los territorios ocupados por los moros al apoderarse de la ciudad y del Reino de Granada.

### Censura del arcabuz: tema común en la literatura del Renacimiento
La aparición de las armas de fuego portátiles modificó la manera en que las batallas eran libradas, lo cual se puede constatar en la tratadística militar de la época. En el caso del arcabuz, su aparición estuvo acompañada de un imagiario en el que las más de las veces se le consideraba como fruto del ingenio del diablo, como un invento que por la facilidad con la que arrebataba una vida solo podía provenir del infierno mismo. 
En el Quijote, en el capítulo «que trata del curioso discurso que hizo don Quijote de las armas y las letras», Cervantes pone en labios de Don Quijote un análisis de las armas y las letras y la opinión de la preeminencia de las primeras contra las segundas, arguyendo que el oficio del soldado, a diferencia del de los letrados (juristas y abogados), es tanto más penoso y mal pagado cuanto que a cada batalla corre peligro de morir y «subir a las nubes sin alas y bajar al profundo sin su voluntad», o bien, de quedar «estropeado de brazo o pierna». Así, Cervantes, en su contar las penurias e inclemencias que sufre el soldado al ser blanco de tanta arcabucería, dice lo siguiente: 

Bien hayan aquellos benditos siglos que carecieron de la espantable furia de aquestos endemoniados instrumentos de la artillería. A cuyo inventor tengo para mí que en el infierno se le está dando el premio de su diabólica invención, con la cual dio causa que un infame y cobarde brazo quite la vida a un valeroso caballero, y que, sin saber cómo o por dónde, en la mitad del coraje y brío que enciende y anima a los valientes pechos, llega una desmandada bala, disparada de quien quizá huyó y se espantó del resplandor que hizo el fuego al disparar de la maldita máquina, y corta y acaba en un instante los pensamientos y vida de quien la merecía gozar luengos siglos.
 Don Quijote de la Mancha, cap. XXXVIII, Miguel de Cervantes.

Esa «diabólica invención», «maldita máquina» a la que alude Cervantes es el arcabuz, que junto a los cañones, formó parte indispensable de la artillería usada en los asedios y en las batallas a campo abierto, siendo estas últimas en las que demostró su preeminencia sobre la caballería y el arco al cosechar importantes victorias. Su aparición no solo significó el ocaso de la caballería, sino que corrió paralela a un profundo cambio en las estructuras de la sociedad. Las cualidades caballerescas que en la Edad Media se habían tenido en gran estima, como la destreza, el valor, el honor, entre otras, poco podían contra la artillería y la nueva infantería que combinaba el uso del arcabuz y la pica. Pronto la nobleza se vio obligada a redefinir su papel en la nueva sociedad, y no cesó de maldecir «la pólvora y el estaño»; la primera, por ser la que propulsaba los proyectiles de las armas de fuego, y el segundo, por ser el mineral que componía las balas que quitaban la vida de igual manera a un noble que a un artesano.
El descontento hacia las nuevas armas de fuego era un tópico común en el Renacimiento, a tal grado que Sebastián de Covarrubias define en su Tesoro de la lengua castellana o española (1611): «ARCABUZ. Arma forjada en el infierno, inventada por el demonio»; definición que ilustra con unos versos de los cantos IX y XI del Orlando furioso (1516, 1532) de Ludovico Ariosto. Es precisamente en la obra del italiano Ludovico Ariosto donde por primera vez se censura el uso del arcabuz. En el poema, después de que el rey Cimosco intentara matar con un arcabuz a Orlando, este toma el arma no para usarla, sino para arrojarla en el profundo mar, pues invento tan abominable y funesto que permitía hasta al más cobarde salir victorioso no debía estar al alcance de los hombres, como seguramente Belzebú, en su plan de destruir el mundo, hubiera querido.

## Partes de las que consta un arcabuz

### El cañón y cuerpo
El arcabuz estaba formado por un cañón de hierro de una longitud aproximada de un metro y un calibre variable, entre los 15 a los 20 mm, montado sobre un madero de aproximadamente un metro y medio de largo, que normalmente era de cerezo o nogal (se prefería la primera, pues el nogal era más pesado). La culata (en el siglo XVI se denominaba "mocho") solía ser recta, no curva, ya que era mejor en el uso para los soldados. El cañón tenía en su parte posterior un orificio por el que se aplicaba en el momento del disparo la mecha encendida. En total, el arcabuz llegaba a pesar entre unos cuatro y cinco kg.

### Mecanismo de disparo
El más corriente fue la llave de mecha, más utilizado en el siglo XVI, y de pedernal, aparecida a mediados del siglo XVII.
La llave de mecha empleaba una mecha lenta encendida colocada en un trozo de hierro a modo de palanca, llamada serpentina, que al ser accionada por el gatillo introducía la mecha en la cazoleta llena de pólvora fina (que se encontraba al lado del oído), donde se producía la llamarada que encendía la carga propulsora del cañón y disparaba la bala.
A mediados del siglo XVI se introduce en los arcabuces la cubrecazoleta, una tapa que cubría en las marchas o días lluviosos la cazoleta, pues si la pólvora se mojaba no se produciría la explosión.
El mecanismo de pedernal no se introduce en el arcabuz hasta, más o menos, 1670. Para entonces, el arcabuz no era un arma de fuego de infantería, sino de caballería, puesto que el arcabuz había sido sustituido por el mosquete. El mecanismo de pedernal era más caro, aunque más seguro y eficaz para el soldado. La llave de pedernal consistía en una piedra de pedernal montada en el martillo, que golpeaba el pie de gato de la cazoleta, abriéndola y produciendo una chispa. Esta encendía la pólvora fina y su llamarada pasaba por el oído, disparando el arma.

### Munición
La munición del arcabuz consistía en la pólvora y la pelota, la bala propiamente dicha. La bala, de forma esférica, estaba hecha de plomo y solía pesar unos 10 g aproximadamente. Las balas debían estar hechas de tal manera que entrasen holgadamente en el cañón del arcabuz. El que existiera una distancia entre la pared del cuerpo y la bala (Cristóbal Lechuga, maestre de campo, nos indica que se llama viento) ayudaba a que los gases que se producían en la explosión para expulsar la bala no obstaculizasen y frenasen el disparo, ralentizando a la bala. La bala era introducida por el cañón, como arma de avancarga. Se metía mediante una baqueta de hierro que era usada como rascador (para limpiar la pared interna del arcabuz) y atacador (para que llegase la bala a la recámara). Las balas eran hechas, a veces, por los mismos soldados, quienes adquirían plomo y una tenaza con la que se hacían las balas, pues tenían la forma. 
El soldado llevaba dos tipos de recipientes para la munición: un frasco donde se llevaban las pelotas y un frasquillo donde se llevaba la pólvora para cebar la cazoleta. En algunos casos, se llevaban recipientes con la bala y la cantidad exacta de pólvora; estos frasquitos en los tercios españoles eran doce y los soldados los llamaban comúnmente "los doce apóstoles".
Para accionar el mecanismo de mecha se llevaba una cuerda formada de lino o cáñamo, rebozada con agua y salitre, para que, cuando prendiera, diera más fuerza en la explosión. Pero esto ocasionaba que la cuerda se malgastara, pues ardía con rapidez.
Para accionar el mecanismo de pedernal, se llevaban varias piedras de pedernal que solían durar bastante.
El alcance útil del arcabuz no superaba los 50 m y habitualmente se prefería disparar a menos de 25 metros de distancia del enemigo, pero la evolución y mejoramiento del arcabuz dio más alcance efectivo (se cree que a finales del siglo XVII, podían alcanzar unos 200 metros). 
En ejércitos tan importantes como los tercios españoles, el calibre del arcabuz tenía que ser igual para todos los soldados, con el único objetivo de que pudieran intercambiarse la munición los compañeros.

## Variedades
- Arcabuz de gancho. Especie de cañón de mano perfeccionado con dos muñones en el tubo, que apoyados en un gancho en forma de horquilla sobre un trípode podían moverse dentro de la horquilla para variar el ángulo de elevación del tiro. Su longitud era de 129 a 171 cm y su peso de 24 a 28 kg: lo manejaban dos hombres. Un autor extranjero dice que en 1411 lo emplearon por primera vez los franceses en el sitio de Arrás.
- Arcabuz de mecha. Los primeros aparecieron a finales del siglo XV y se miraron como un prodigio. Pero más tarde se vio que era muy difícil dispararlos poniendo la mecha encendida en el oído con la mano y se ideó hacerlo mediante un brazo accionado por resorte. A pesar de la aceptación que tuvo, tenía inconvenientes muy graves, pues la lluvia apagaba la mecha que el soldado debía mantener constantemente encendida y, además, era imposible intentar un ataque nocturno con arcabuceros porque la luz de la mecha se distinguía a larga distancia. El arcabuz de mecha tardaba entre 30 y 60 segundos en recargarse correctamente.[7] El arcabuz, sin embargo, tenía una velocidad de disparo más rápida que las ballestas de mayor empuje.
- Arcabuz de rueda. En Núremberg y a principios del siglo XVI, después de varios ensayos, se inventó esta arma. Fue admitida con entusiasmo y los soldados la adoptaron al instante desechando con alegría la molesta mecha que tanto les embarazaba. Lo que hoy llamamos llave de rueda consistía en una rodaja de acero muy bien templado, la cual movida por un resorte giraba contra un trozo de pirita, asegurado entre las quijadas de una especie de martillo, y la fricción producía chispas que encendían la pólvora. Esta se echaba en una plancha cóncava, que mejorada después tomó el nombre de cazoleta. La pesadez de esta arma, la lentitud con que se cargaba, la facilidad con que se iba el tiro y lo embarazoso que era el uso de la horquilla en que se apoyaba para dispararla y otros defectos notables, hizo que los soldados lo abandonasen por algún tiempo. Desde entonces, después de aligerar su peso, la caballería ligera la admitió como su arma favorita, por serle menos molesta que el arcabuz de mecha.
- Arcabuz de viento. Lo mismo que el de fuego, pero se carga comprimiendo el aire por medio de un muelle y tira la bala a bastante distancia, haciendo mucho menos ruido al dispararse que con la pólvora.[8]